# Sils (kommunhuvudort)
Sils är en kommunhuvudort i Spanien.   Den ligger i provinsen Província de Girona och regionen Katalonien, i den östra delen av landet, 600 km öster om huvudstaden Madrid. Sils ligger 79 meter över havet och antalet invånare är 3 869.
Terrängen runt Sils är platt åt nordost, men åt sydväst är den kuperad. Runt Sils är det tätbefolkat, med 476 invånare per kvadratkilometer. Närmaste större samhälle är Blanes, 15,4 km söder om Sils. 